# Verdauungsstörung
Der Begriff Verdauungsstörung wird als Oberbegriff für alle möglichen Formen von Störungen der Verdauung verwendet, denen völlig unterschiedliche Ursachen zugrunde liegen können. Synonym finden sich die Begriffe Dyspepsie (von altgriechisch δυσπεψία dispepsía, „die Fehlverdauung“) und im angloamerikanischen Sprachraum dyspepsia im Schriftgut.

## Symptome
Mögliche Beschwerden sind Völlegefühl und Appetitlosigkeit, Blähungen, Aufstoßen, Übelkeit, Erbrechen und Durchfall. In manchen Fällen führen auch Bauchschmerzen die Betroffenen in ärztliche Behandlung.

## Ursachen
Die Palette der möglichen Ursachen ist sehr breit. Verdauungsstörungen können von sämtlichen an der Verdauung beteiligten Organen wie beispielsweise Magen, Gallenblase, Bauchspeicheldrüse und Dickdarm ausgehen.
Zu den möglichen Ursachen für Verdauungsstörungen gehören unter vielen anderen entzündliche Darmerkrankungen, Magenschleimhautentzündungen und Erkrankungen der Bauchspeicheldrüse. Das Allgemeinlexikon Brockhaus nennt zudem "Veränderung der Darmflora (z. B. nach Einnahme von Antibiotika), aber auch seelische Belastungen" (Zitat von) als weitere mögliche Ursachen.

## Therapie
Die Therapie orientiert sich am konkreten, nach entsprechender Diagnostik erhobenen Befund. (siehe jeweilige Hauptartikel)
Als Allgemeinmaßnahmen werden auch eine Umstellung der Ernährung auf eine leichte Vollkost sowie Sauermilchprodukte (insbesondere Probiotika) empfohlen.
Bei anhaltenden oder wieder auftretenden Beschwerden ist eine weiterführende Diagnostik durch Ösophagogastroduodenoskopie (endoskopische Abklärung von Speiseröhre, Magen und Zwölffingerdarm) sinnvoll, um schwerwiegende Erkrankungen wie ein Magen- oder Zwölffingerdarmgeschwür oder ein Karzinom auszuschließen.